# Aeródromo de La Calderera
El Aeródromo de La Calderera, (OACI: LELA) es un aeródromo privado español situado en el municipio de  Valdepeñas  (Ciudad Real) .
El aeródromo tiene una pista de aterrizaje de asfalto, de 1468 x 23,5 metros.